# عرض ترويجي
التشويقة أو المقطع الترويجي هو مقطع مرئي قصير لترويج فيلم أو برنامج سينزل في دور العرض قريبا، والكلمة قد اشتقت من التشويق.

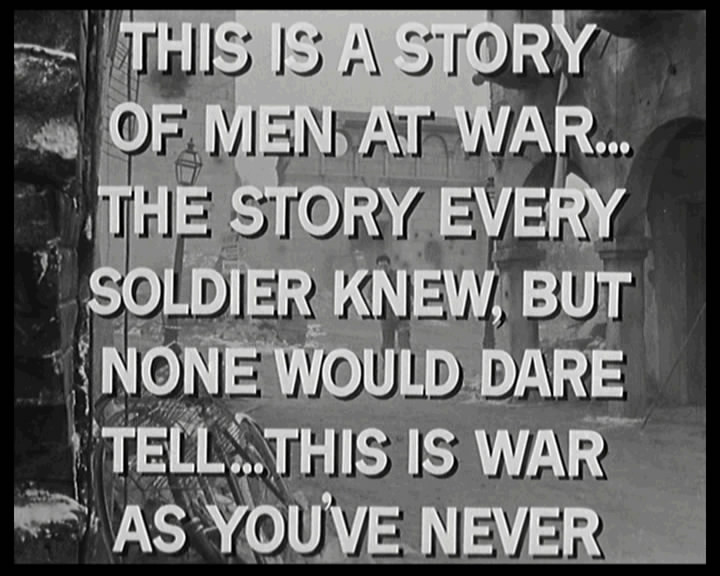
لقطة تشويقية من فلم الهجوم 1956.